# لاك بيكابا (كيبك)
لاك بيكابا (بالإنجليزية: Lac-Pikauba, Quebec)‏ هي منطقة غير المنظمة في كيبيك تقع في كندا في بلدية مقاطعة شارليفوا الإقليمية ‏. يقدر عدد سكانها بـ 0 نسمة ومساحتها 2,512.50 كم2 .